# Désiré Niel
Jean Xavier Désiré Niel, italianizzato in Desiderato Niel (Touët-sur-Var, 17 agosto 1814 – 9 settembre 1873), è stato un politico francese.

## Biografia
Fu deputato del Regno di Sardegna per due legislature, eletto nei collegi di Puget-Théniers e Utelle.